# Eosinopenia
Eosinopenia es el descenso porcentual de los eosinófilos en el plasma sanguíneo. Estos suelen descender en la fase inicial de la mayoría de infecciones agudas, especialmente en la fiebre tifoidea, donde casi desaparecen. Si no hay un descenso muy marcado de estos, es dudoso que se trate de este tipo de fiebre.
Otras situaciones en que descienden son el Cushing, (al administrar ACTH o Cortisonas), en la anemia perniciosa, con el estrés traumático (quemaduras, aplastamientos), por un embolia pulmonar, en caso de diabetes y crisis hipoglucémicas.